# Стојан Живадиновић
Стојан Живадиновић (Сокобања, 1889 – Београд, 1941)  је био српски књижевник најпознатији по трилогији историјских романа о славним јунацима из Првог српског устанка. Неки извори наводе да је умро 1942. године.

## Биографија
Школовао се у Француској, где је завршио права. Био је такође оперски певач, и новинар, и дипломата Краљевине Југославије од 1924–1941. У својим делима често је описивао свој крај Сокобању, планину Озрен и алексиначку котлину. Његов рад је донедавно био заборављен и скрајнут због цензуре у комунистичкој Југославији, јер је један његов рођак, брат од стрица Ратко Живадиновић, био члан Југословенског народног покрета Збор. Завичајни музеј Сокобања се налази у  кући која је конфискована његовој породици, и у њој се иронично сада налази његова спомен соба. У Сокобањи данас постоји Удружење књижевника Стојан Живадиновић. Гојко Тешић је у публикацији "Утуљена баштина" о забрањеним писцима, сазнао да је Стојан био добитник награде Српске краљевске академије за збирку "Испод Озрена", и да је био превођен на немачки, француски и мађарски језик, али је због свог стрица касније забрањен и дела су му пала у заборав. Његов роман "Змија у недрима" из 1940. године је једна од последњих књига које је објавио Геца Кон, и у питању је ремек дело психолошке и криминалистичке литературе. Роман говори о седамнаестогодишњем младићу Стевану који се са студија враћа у родни крај како би открио ко му је убио родитеље.

## Дела
- До последње даха - роман (1923)
- Испод Озрена - приповетке (1923)
- Догађаји и људи - приповетке (1924)
- Госпођа загонетка - приповетке (1924)
- Писмо Милану Ракићу (рукопис) (1927)
- Карађорђе - роман (1930) први део трилогије
- У ђавољим канџама (1931)
- Хајдук Вељко - роман (1932) други део трилогије
- Вујица Вулићевић - роман (1933) трећи део трилогије
- Бетовен (1937)
- Приповетке (1937)
- Тридесет година ћутања (1937)
- Змија у недрима (1940)
- О раду (1941)[6]